# Silenius
Silenius (de son vrai nom, Michael Gregor) est un musicien autrichien de black metal.

## Biographie
Il fait partie des groupes suivants :
- Abigor qu'il a quitté en 1999.
- Grabesmond
- Kreuzweg Ost (où il officie avec Oliver Stummer et Ronald Albrecht)
- Pazuzu
- Summoning

## Instruments
Instruments pratiqués dans ces groupes : basse, chant et clavier.